# نعمة مسؤول السماء
نعمة مسؤول السماء (بالإنجليزية: Heaven Official's Blessing)‏ هي رواية صينية تم تحويلها لدونغوا عرض على بيليبيلي وفنميشن في 31 أكتوبر 2020.
مقتبسة من رواية صينية ياوي 

## روابط خارجية
نعمة مسؤول السماء على موقع IMDb (الإنجليزية)
- نعمة مسؤول السماء على موقع روتن توميتوز (الإنجليزية)
- نعمة مسؤول السماء على موقع نتفليكس (الإنجليزية)
- نعمة مسؤول السماء على موقع كينوبويسك (الروسية)
- نعمة مسؤول السماء على موقع قاعدة بيانات الفيلم (الإنجليزية)